# محمود شاه سلطان ملقا
السلطان محمود شاه ابن السلطان علاء الدين رايات شاه ( - 1528) هو ثامن سلاطين ملقا، في الفترة من 1488 إلى 1511، وسلطان جوهر في الفترة من 1513 إلى 1528.

## حياته
هو الابن الأصغر للسلطان علاء الدين ريات شاه.:246
تولى العرش وهو صغير بعد وفاة والده، وكان كبير الوزراء تون بيراك هو المتصرف الفعلي في السلطنة، توفي تون بيراك في 1498، وتولى الوزارة بعده تون مطهر.
في عام 1511 غزا حاكم الهند البرتغالية ألفونسو دي ألبوكيرك مدينة ملقا، وكان الاستيلاء على ملقا نتيجة لخطة من قبل مانويل الأول ملك البرتغال، ترجع لعام 1505 وتهدف إلى ضرب إسبانيا الجديدة في الشرق الأقصى من أجل السيطرة على التجارة في نهاية المطاف وإحباط الشحن الإسلامي في المحيط الهندي.
بعد سقوط ملقا، تولى ابنه أحمد شاه قيادة المعارك مع البرتغاليين، وقتل في إحداها سنة 1513، وبعدها قاد محمود شاه الجيش مرة أخرى وحاول استعادة السيطرة عليها في 1513، ولكن فشلت المحاولة، ولكن استطاع السيطرة على مناطق أخرى وأسس سلطنة جوهر. كان لديه ابنان، الأول مظفر شاه الذي انتقل إلى الشمال وأسس سلطنة فيرق، وعلاء الدين ريات شاه الثاني الذي تولى حكم سلطنة جوهر بعد وفاة والده.